# そして今は
そして今は（原題:Et Maintenant　英題：What Now My Love）は1961年に発表されたシャンソンであり、スタンダード・ナンバーでもある。作曲はジルベール・ベコー、作詞はピエール・ドゥラノエ (fr:Pierre Delanoë)による。オリジナル版（フランス語）の歌唱はベコーである。

## 概要
「そして今は」は発売からたちまちのうちに世界的ヒット曲となり、1961年5月から6月にかけてヒットチャートで1位の座を占め、シングルレコードは40万枚の売り上げを記録した。ベコーはカール・シグマンによる英語詞版「What Now My Love」も録音したが、こちらはシャーリー・バッシーの歌唱によるバージョンが全英シングルチャートに17週間載り、最高第5位を記録した。「What Now My Love」のソニー&シェールのバージョンが、米国チャートの14位に入っている。
曲調はクラシックのボレロと同じコード進行を持った曲で、『神の思いのままに』に次ぐジャンル越えをしたヒット曲と言える。
英語版の作詞はカール・シグマン (en:Carl Sigmanによる。
日本語版の歌詞は門田ゆたかによる。レコードの表記によっては、邦題が「そして今は…」となっているものもある。

## カヴァーした歌手
ベコーの楽曲の中でも国境を超えての多くのカヴァーが存在し、アメリカではフランク・シナトラをはじめエルビス・プレスリーや多くのアーティストによって歌われている。日本では越路吹雪によって歌われた。

### フランス語圏
- イザベル・オーブレ
- フランコ・バッティアート
- グロリア・ラッソ
- イザベル・ブーレイ
- グレゴリー・ルマルシャル
- CARO※ロック・バージョン

### 英語圏
- フランク・シナトラ
- エルビス・プレスリー
- シャーリー・バッシー
- ソニー&シェール
- アンディ・ウィリアムス
- マリアンヌ・フェイスフル ※イギリス人だがフランス語でカヴァー
- ジュディ・ガーランド
- ベン・E・キング
- ライチャス・ブラザーズ

### イタリア語版
- リッキ・エ・ポーヴェリ

### 日本版
- 越路吹雪
- 岸洋子
- ミッチー・サハラ
- 川島弘
- 中島啓江
- 長谷川きよし
- 美川憲一
- 沢木順
- 栗原星紀
- 中原美紗緒
- 菅原洋一
- ペドロ&カプリシャス
- 布施明（第38回NHK紅白歌合戦で歌唱）
- 姿月あさと - 越路吹雪トリビュートアルバム『越路吹雪に捧ぐ』（2016年12月21日）収録[1]

### その他
- ハーブ・アルパート & ティファナ・ブラス
- ポール・モーリア
- フリオ・イグレシアス

- ザ・ベンチャーズ